# Advent in Kristusova zmaga
Advent in Kristusova zmaga je oljna slika na leseni tabli, ki jo je okoli leta 1480 naslikal staronizozemski slikar Hans Memling, rojen v Nemčiji. Narejena je bila za oltar Ceha usnjarjev v cerkvi Naše Gospe v Bruggeu, zdaj pa jo hranijo v Stari pinakoteki v Münchnu. Meri 81,3 × 189,2 cm.

## Zgodovina
Pieter Bultync in njegova žena Katelyne van Ryebeke je ukazal, naj predseduje oltarju v kapeli Ceha Tannerja ali Saddlerja (usnjarna in usnjena galanterija) cerkve Gospe v Bruggeu, ki je bila hranjena do leta 1780 in pozneje pripeljana v cerkev Naše Gospe v Bruggeu, kjer so jo hranili do leta 1780 in jo kasneje prinesli v Alte Pinakothek v Münchnu.

## Opis
Slika kompleksne ikonografije opravlja tudi zapletene nabožne in liturgične funkcije. Slika prikazuje 25 epizod iz Kristusovega življenja (čeprav so jo nekateri razlagali kot različico Sedem Devičinih radosti), združenih v eno pripovedno kompozicijo brez osrednjega prevladujočega prizora, v katerem osrednji prizor (poklon Treh kraljev) zabriše svoj pomen, tako da ga deli z mnogimi drugimi. Med zastopanimi prizori so Marijino oznanjenje, Oznanjenje pastirjem, Jezusovo rojstvo, Poboj nedolžnih, Pasijon, Vstajenje, Vnebohod, Binkošti, Marijina smrt in Vnebovzetje. Podoben pripovedni slog je isti slikar uporabil tudi v Torinskem pasijonu (okoli leta 1470), ki ga je naročil Italijan Tommaso Portinari (ohranjen v Galleria Sabauda v Torinu).
Sestava osrednjega prizora ima pomembno liturgično simboliko: Devica Marija, ki v plašču drži otroka (evharistični kruh), predstavlja Ara Dei (Božji oltar) ali Ara Coeli (Nebeški oltar), Kralji simbolično predstavljajo vesoljno Cerkev.
Maše, ki so jih darovali na tej oltarni sliki v korist članov ceha in njihovih sorodnikov, živih in mrtvih, in niso imeli omejenega občinstva; odprtje gotske arhitekture templja je omogočilo jasen pogled na kapelo in njen oltar. Slika je bila v celoti vidna iz ambulatorija. Prikaz podrobnosti o sedlarskih igrah na sceni Kraljev je način, da se poudari povezava med sliko in kapelo s tem cehom in služi kot nekakšen oglas za izdelke njihovih delavnic.
Devotio Moderna tistega časa je vabil miselno romanje, kot namišljeno potovanje od lokalnega in znanega svetišča do nevarnega cilja v Sveti deželi, po Kristusovih stopinjah, še posebej za ponovno oživitev pasijona. Ta koncept lahko pomaga razložiti takšno delo: prikaz poti Kristusa in njegove matere skozi svete kraje.